# Петар Војсалић Хрватинић
Петар Војсалић (умро после 21. августа 1456) је био војвода Доњих Краја (пре 1445 - после августа 1456). Припадао је великашкој породици Хрватинића. Био је син Јурја Војсалића. Петар је био у добрим односима са папама Евгенијем IV (1431-1447) и Николом V (1447-1455) који га називају јединим босанским великашем који је задржао римокатоличку веру. Учествовао је у грађанском рату између Стефана Томаша и херцега Стефана Вукчића Косаче подржавајући босанског краља. Умро је после августа 1456. године.

## Биографија

### Детињство и младост
Петар је био син Јурја Војсалића, унука Вукца Хрватинића. Јурај је иступао као наследник свога стрица Хрвоја Вукчића преузимајући титулу војводе Доњих Крајева. Хрвојев син Балша умро је убрзо након оца, а удовица Јелена се преудала за босанског краља Остоју. Са оцем се помиње у повељи из 1434. године. Повељом издатом 12. августа 1434. године, војвода Јурај је, са својим синовима Петром и Јурајом, потврдио Радивојевићима поседе које су држали и ставио их у заштиту фра Жуана. Списак жупа које се помињу у повељи показује да је Јурај владао већим делом Доњих Краја, западним Хумом, а вероватно и територијом која се налазила између ових области. Јурај, међутим, није држао целу жупу Сану као његов стриц, већ само њен најјужнији део. Краљ Стефан Томаш је 1446. године потврдио држање жупе Сане синовима Иваниша Драгишића. Јурај Војсалић је умро после 1438. године када се последњи пут помиње у изворима. Петар се као самосталан владар у изворној грађи први пут помиње 12. априла 1445. године. Тада је већ био ожењен и угледан човек. Дубровачко веће је, на захтев војводе Стефана Вукчића Косаче, послало Петровој болесној жени Доротеји (Теодори), млађој ћерци Балше III Балшића, лекара. Петар је носио титулу војводе Доњих Краја, будући да га тако ословљава сам папа у својим писмима: Voyvodam partium Regni Bosne inferiorum. Није познато када је стекао ту титулу.

### Однос са папама
Папа Евгеније IV писмима извешћује да је примио Петра Војсалића са његовим земљама под своју и заштиту римокатоличке цркве и наређује да га нико не напада и не узнемирава. Петар је узео учешћа у рату Стефана Вукчића и краља Томаша стајући на страну Томаша против Стефана (1446). Након раскида са краљем, претила му је опасност од обојице. У околини Книна је убирао црквени десетак за одбрану свог града Висућега који се налазио на самој босанској граници. Сукобио се око тога са Јурјем, шибеничким бискупом. Бискуп га је изопштио из цркве. Папа Евгеније IV је, међутим, посредовао у сукобу наређујући (23. октобра 1446) своме легату у Босни, хварском бискупу Томи Томасинију, да Петра ослободи изопштења. Папа наглашава да је Петар једини католички кнез на овим просторима што доказује да је Петар наставио политику свога оца ослањајући се на римокатоличку цркву.
Петар се сукобио са босанским фрањевачким викаром Фабијаном кога је тужио папи. Фрањевачки бискуп је истргнуо испод војводине власти све фрањевачке манастире у његовој земљи када се војвода разишао са Томашом. У добрим односима Петар је био и са Евгенијевим наследником, папом Николом V. Исправом од 18. јуна 1447. године Никола је узео Петрова добра у своју заштиту. Никола истиче да је Петар једини сачувао неокаљану католичку веру међу босанским великашима. Дозвољава му да на свој двор узме двојицу фрањеваца за капелане.

### Учешће у грађанском рату
Петар се до 18. децембра 1451. године измирио са Томашом. Помиње се међу сведоцима краљеве исправе за Дубровник којом је закључен савез против Косаче. Априла 1452. године савезници су пошли у помоћ Стефановом сину Владиславу и хумском војводи Иванишу Влатковићу. Стигли су до Блата (Мостарско блато). Непријатељство Петра и хрватско-далматинског бана Петра Таловца и грофа Улриха II Цељског отворило је могућност да Петар напусти савезнике. Дубровчани настоје да то спрече те Петру шаљу изасланике, новчану помоћ и стрељиво. Забележено је да су Дубровчани посредовали код Јанка Хуњадија да Петра заштити од Улриха Цељског. Сукоби се воде у области западног Хума и Неретве што је доказ да је Петар задржао територије којима је управљао његов отац Јурај. Између Петра и краља Томаша поново је дошло до сукоба 1452. године. Сукоб је решен посредовањем хварског бискупа Томе, босанских фрањеваца на челу са Мартином. О томе сазнајемо из писма папе Николе. Петар је краља признао за свог господара и обећао да ће му увек "правоверно служити". Петар је од краља примио пољубац измирења.

### Смрт
Петар се последњи пут као жив спомиње у млетачкој исправи од 21. августа 1456. године као баштиник земљишних поседа. Тачна година Петрове смрти није позната.

## Породица
Петар је био син Јураја Војсалића. У изворној грађи се не помиње као Јурјевић, по имену свога оца, што је у средњем веку било уобичајено, већ као Војсалић, по Војиславу Вукчићу, своме деди. Војислав је био син Вукца Хрватинића и млађи брат Хрвоја, Вука и Драгише Вукчића, дакле унук Хрватина Стјепанића, родоначелника породице Хрватинић. Супруга Петра Војсалића била је Теодора, унука Које Закарија из Дања и ћерка Боје, удовице Балше III Балшића. Старија сестра Теодоре била је Јелена која се новембра 1424. године удала за Стефана Вукчића Косачу. До женидбе са Теодором вероватно је дошло непосредно пред смрт Јурја Војсалића како би се изгладили односи са Сандаљевим наследником. О породичним приликама војводе Петра има мало непосрених података. У повељи из 1434. године помиње се Јурјев други син, дакле Петров брат, такође Јурај. То је једини документ у коме се помиње Петров брат. Петрова ташта је 4. августа 1452. године одлучила да преда Дањ Млечанима. Петар се јавља као посредник. Петар Војсалић је имао и ћерку Доротеју. Она се у изворима помиње само једном, 1456. године, и то већ као покојна.
Матија Војсалић (1471-1475), краљ османске марионетске Босне, наследник Матије Шабанчића (1465-1471), је био брат или син Петра Војсалића.

### Породично стабло
|  |                           |  |  |  |  |  |  |  |  |  |  |  |  |  |  |  |
|  | Хрватин Стјепанић         |  |  |  |  |  |  |  |  |  |  |  |  |  |  |  |
|  |                           |  |  |  |  |  |  |  |  |  |  |  |  |  |  |  |
|  |                           |  |  |  |  |  |  |  |  |  |  |  |  |  |  |  |
|  | Вукац Хрватинић           |  |  |  |  |  |  |  |  |  |  |  |  |  |  |  |
|  |                           |  |  |  |  |  |  |  |  |  |  |  |  |  |  |  |
|  |                           |  |  |  |  |  |  |  |  |  |  |  |  |  |  |  |
|  | Војислав Вукчић Хрватинић |  |  |  |  |  |  |  |  |  |  |  |  |  |  |  |
|  |                           |  |  |  |  |  |  |  |  |  |  |  |  |  |  |  |
|  |                           |  |  |  |  |  |  |  |  |  |  |  |  |  |  |  |
|  | Јурај Војсалић            |  |  |  |  |  |  |  |  |  |  |  |  |  |  |  |
|  |                           |  |  |  |  |  |  |  |  |  |  |  |  |  |  |  |
|  |                           |  |  |  |  |  |  |  |  |  |  |  |  |  |  |  |
|  | Петар Војсалић            |  |  |  |  |  |  |  |  |  |  |  |  |  |  |  |
|  |                           |  |  |  |  |  |  |  |  |  |  |  |  |  |  |  |
|  |                           |  |  |  |  |  |  |  |  |  |  |  |  |  |  |  |